# Piggtind
Piggtinden er et bjerg i den sydlige del af Lyngsalperne i Troms og Finnmark fylke i Norge. Det er 1.505 moh. og er grænsepunkt mellem Balsfjord, Tromsø og Storfjord kommuner. Med sin karakteristiske og let genkendelige pyramideform er Piggtinden en af Troms fylkes mest kendte bjergtoppe.
Piggtinden er en vanskelig at bestige for bjergbestigere. Den blev besteget første gang i 1920 af Henning H. Tønsberg, Carl Wilhelm Rubenson og Eskild Jensen. Den første vinterbestigning var ikke før i 1971. Piggtinden er også kendt fra Peter Wessel Zapffes beretning «Fire korstog til Piggtind» i bogen Barske Glæder, hvor han beretter om sine fire forsøg på at nå toppen.